# Château Raoul

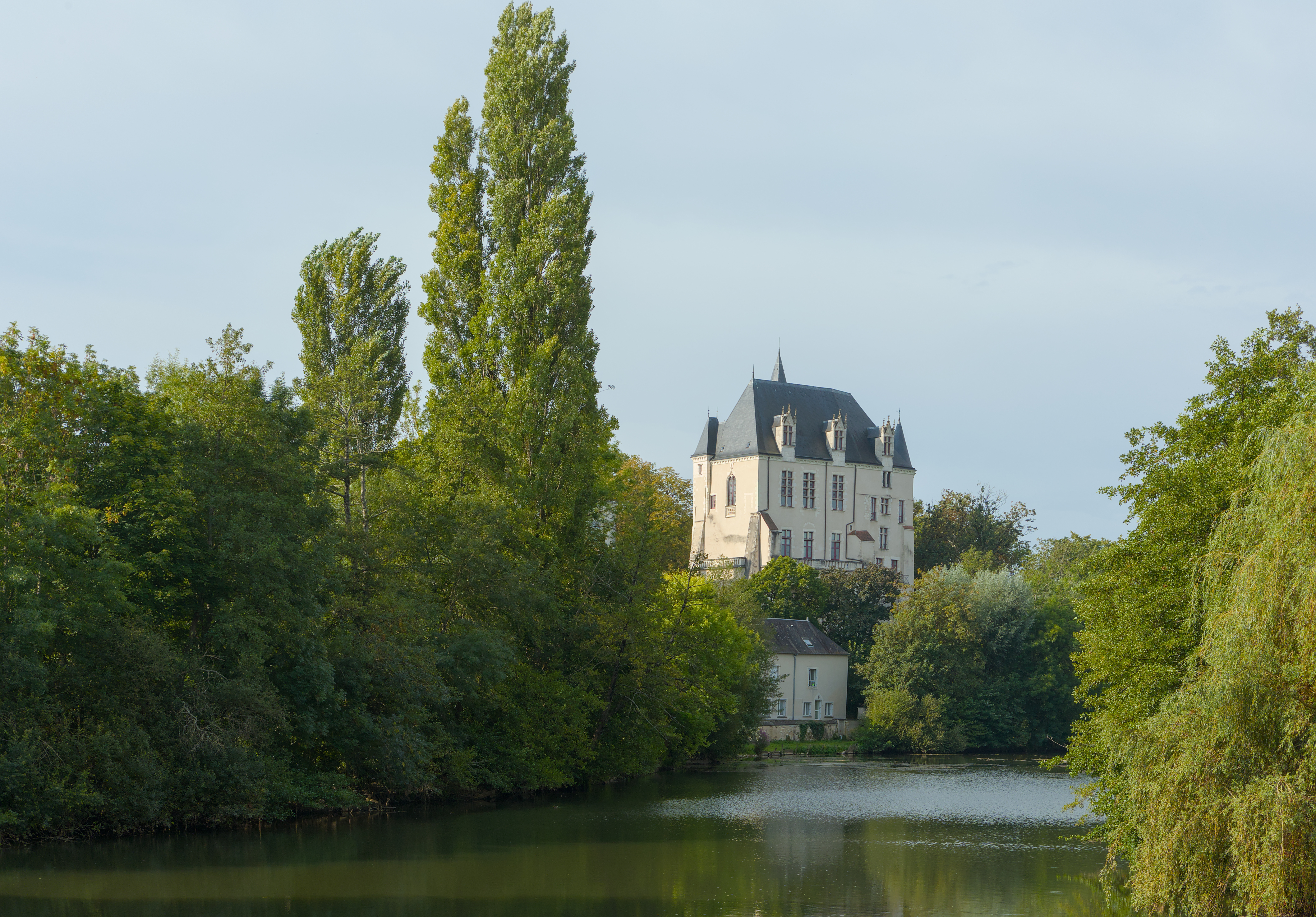
Château Raoul boven de Indre

Het Château Raoul is een van oorsprong middeleeuws kasteel in de Franse stad Châteauroux. Het huidige kasteel is grotendeels uit het midden van de vijftiende eeuw. Het kasteel is gelegen aan de Place de la Victoire-et-des-Alliés en de Rue du Château-Raoul.

## Geschiedenis

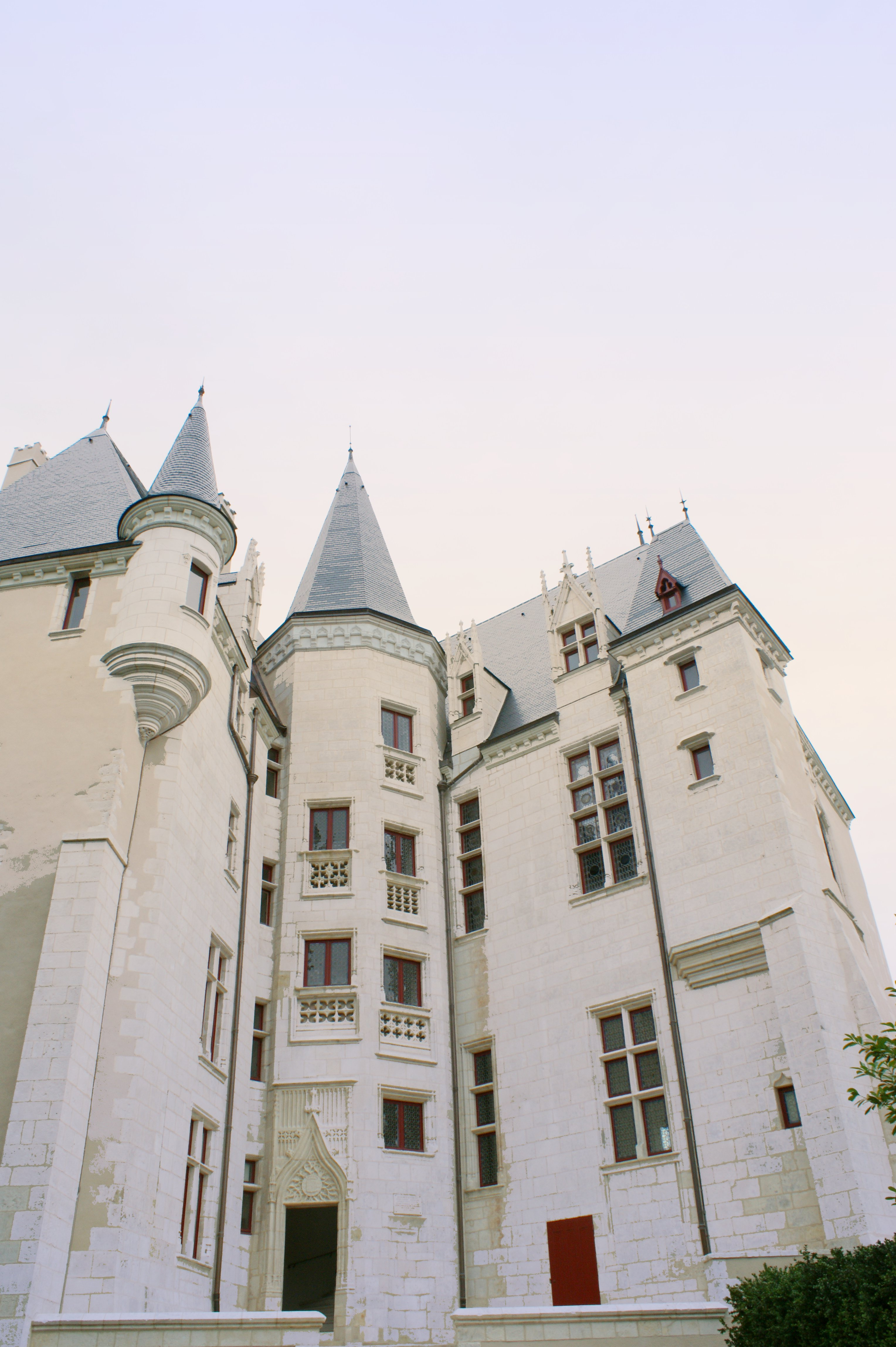
Château Raoul

Het kasteel werd opgericht door Ebbes de Bourges, heer van Déols. Het kasteel werd voor het eerst vermeld in 917 in de stichtingsakte van de Notre-Dameabdij van Déols. Het kasteel werd gebouwd op een rotsachtige heuvel tegenover Déols, aan de overzijde van de Indre. Het kasteel van Déols kreeg later de naam Château Raoul, naar de gebruikelijke voornaam van de heren van Déols. Het primitieve houten kasteel werd in de elfde eeuw vervangen door een stenen exemplaar. Rond het kasteel ontwikkelde zich een nederzetting, de Bourg-Dieu, het latere Châteauroux. In 1176 stierf het huis de Déols uit in mannelijke lijn en via huwelijk kwamen de heerlijkheid het kasteel in handen van de familie de Chauvigny, afkomstig uit Poitou. 
Château Raoul lag bij de grens tussen het koninklijk domein en Aquitanië en werd in de twaalfde eeuw betwist tussen de Capetingers en de Plantagenets. Het kasteel werd meermaals belegerd. In 1366 werd het kasteel verwoest door een accidentele brand. Guy III de Chauvigny liet een nieuw kasteel bouwen: een achthoekige toren werd geflankeerd door twee vleugels waarvan er een werd bekroond met de vierkanten donjon van het vroegere kasteel. De kasteelmuur telde verschillende torens.
In 1503 stierf de familie de Chauvigny uit en de heerlijkheid werd in twee gedeeld. Het Château Raoul kwam toe aan de familie Maillé de La Tour-Landry. Het andere deel kwam toe aan de familie d'Aumont, die het Château du Parc liet bouwen. De twee heerlijkheden werden weer verenigd in 1612 onder Hendrik II van Bourbon-Condé. Hij bekwam dat Châteauroux een hertogdom werd. De familie Bourbon-Condé verkoos het modernere en comfortabelere Château du Parc als residentie boven het Château Raoul. De administratie van het hertogdom werd ondergebracht in het kasteel.
Na de Franse Revolutie werd het Château Raoul verkocht als nationaal goed en kwam in bezit van het departement Indre. De Conseil général van het departement vergaderde er vanaf 1790. Vanaf 1800 werd het de residentie van de prefect van Indre. Daarnaast waren ook de archieven en administratieve diensten ondergebracht in het gebouw. In 1823 verhuisde de prefect naar een nieuw gebouw. Erna bleven de archieven en administratie in het gebouw en vergaderde ook de Conseil général er. In 1824 moest de middeleeuwse donjon worden afgebroken wegens instortingsgevaar. Tussen 1879 en 1914 volgde een grote renovatieonderleiding van achtereenvolgens Alfred en Henry Dauvergne. In 1971 verhuisde de Conseil général naar een nieuw gebouw. Tussen 2009 en 2011 volgde een nieuwe restauratie.

## Gebouw
Het gebouw gaat terug op het midden van de vijftiende eeuw. De Porte Vieille-Prison is een vroegere toren van de omwalling van het kasteel. Het interieur van het gebouw is neogotisch en werd aangebracht vanaf 1879. De gevel en het dakgedeelte zijn sinds 1927 beschermd als monument historique.

### Salle de la tapisserie
Deze zaal met dikke muren en zware houten balken in het plafond is versierd met zeventiende-eeuwse wandtapijten van Aubusson. Deze werden in 1995 aangekocht door het departement en stellen het bijbels verhaal van Ester voor.

### Salle des délibérations
In deze zaal vergaderde de Conseil général van Indre. De zaal is versierd met houten lambriseringen en wandschilderingen van Fernand Maillaud, Raoul Adam en Abel Bertram die het landelijke en industriële verleden van Indre voorstellen. De glasramen werden gemaakt door het atelier Lobin uit Tours en beelden de wapenschilden van gemeenten in Indre af.